# Marden, Australien
Marden är en del av en befolkad plats i Australien. Den ligger i kommunen Norwood Payneham St Peters och delstaten South Australia, nära delstatshuvudstaden Adelaide. Antalet invånare är 1 954.
Runt Marden är det mycket tätbefolkat, med 1 754 invånare per kvadratkilometer.. Närmaste större samhälle är Adelaide, nära Marden. 
Runt Marden är det i huvudsak tätbebyggt. Genomsnittlig årsnederbörd är 593 millimeter. Den regnigaste månaden är juli, med i genomsnitt 95 mm nederbörd, och den torraste är december, med 13 mm nederbörd.